# Federação Nacional de Voleibol de Guatemala
A Federação Nacional de Voleibol de Guatemala  (em espanholːFederación Nacional de Voleibol de Guatemala,FGVB) é  uma organização fundada em 1951 que governa a pratica de voleibol em Guatemala, sendo membro da Federação Internacional de Voleibol, a entidade é responsável por  organizar  os campeonatos nacionais de  voleibol masculino e feminino no país.